# Esganoso de Lima
Esganoso de Lima ist eine Weißweinsorte. Die weiße Rebsorte ist im nordportugiesischen Kreis Lima bei Ponte de Lima, in der Region Douro und im Minho zugelassen und findet sporadisch Eingang in den Weinen des Vinho Verde.
Die ertragsstarke Sorte erbringt Weißweine, die schnell zur Oxidation neigen.
Die Sorte darf nicht mit der Sorte Esganoso de Castelo de Paiva verwechselt werden. Esganoso de Lima ist eine Varietät der Edlen Weinrebe (Vitis vinifera). Sie besitzt zwittrige Blüten und ist somit selbstfruchtend. Beim Weinbau wird der ökonomische Nachteil vermieden, keinen Ertrag liefernde, männliche Pflanzen anbauen zu müssen.
Synonyme: Esganoso de Ponte de Lima.
Die Abstammung der Rebsorte ist unbekannt.